# M35 (疏散星团)
NGC 2168，M35，是位于双子座的疏散星团，梅西叶1764年8月30日为它编号，在1745年或1746年被尚-菲利浦·德·歇索发现，约翰·贝维斯则在1750年之前重新发现M35。

## 性質
数百颗恒星散布在视直径为30′（满月大小的）区域内，Ake Wallenquist数出这个疏散星团有120颗亮于13等的成员，Sky Catalogue 2000.0和 Uranometria 2000.0第一版给出的成员为200颗，Uranometria 2000.0第二版则修正为434颗，Cudworth (1971) 则给出的成员数是513颗。WEBDA给出M35的距离为2700光年，Sky Catalogue 2000.0给出的距离是2800光年，30′的视直径对应的直径则为24光年，其中心恒星密度为每立方秒差距6.21颗恒星。部分学者估计它的视直径更大，有46′ (H. Shapley in 1930)。它是一个中年型疏散星团，年龄约为1亿年（WEBDA 给出数值为9500万年，the Sky Catalogue 2000.0 则给出1.1亿年），用有一些后主序阶段的恒星（包括几颗光谱为晚G至早K的黄巨星与橙巨星）。最热的主序星光谱为B3 (Sky Catalogue 2000.0)。现有的资料都将它归类于III,3,r型。现在M35正以5km/s的速度接近我们。
通常认为是尚-菲利浦·德·歇索最先于1745年或1746年发现M35的，并将它记录下来；但约翰·贝维斯在成书于1750年Uranographia Britannica也有记录，他可能早于尚-菲利浦·德·歇索或晚于他发现M35的。梅西耶也承认约翰·贝维斯的发现。在观测条件较好的情况下，可用肉眼在双子座“足星”（μ、η、1三星）发现M35。在小型的望远镜即可分解出其中较亮的成员，在低倍镜下M35是一个壮观的，恒星分布相当均匀，接近于圆形的疏散星团。最好用广角低倍镜下观测M35。

## 附近天體
更大口径的望远镜可以观测到M35暗淡的邻居NGC 2158，它位于M35西南角距只有15′的位置上，视星等为8.6等，视直径为5′，拥有更多的恒星，比M35也更紧密，年龄则为M35的10倍，the Sky Catalogue 200.0给出的距离为1.6万光年，它主要由黄色的老年恒星组成，最热星的光谱为F0。因为这些性质，NGC2158曾一度被认为是球状星团候选者。
在西南方向，距离M35角距为50′的位置还有一个视星等为8.4等，视大小为8′的疏散星团IC 2157，这是一个年轻的松散的疏散星团，它包括了一些年轻的OB型极热星。广角的光学设备可以在1.5°的视场中同时显示出这3个疏散星团。 
在西南方向更远一点的地方，角距M35约2°，还有一个更亮一点的疏散星团NGC 2129，视星等为6.7等，不过它的视直径很小，只有2.5′，距离则为7200光年，直径则为10.4光年。NGC2129是一个非常年轻的疏散星团，年龄估计只有1000万年，包括了一些很亮的B型蓝巨星蓝超巨星。